# ما فرشته نیستیم (فیلم ۱۹۵۵)

پوستر فیلم

ما فرشته نیستیم (به انگلیسی: We're No Angels) فیلمی کمدی به کارگردانی مایکل کورتیز ساخته شده به سال ۱۹۵۵ میلادی است. این فیلم یکی از معدود کمدی‌هایی است که هامفری بوگارت در آن ظاهر شده‌است.
فیلم‌نامه توسط رانالد مک‌دوگال نوشته شده و بر اساس نمایشنامهٔ فرانسوی La Cuisine Des Anges اثر آلبر هوسون است. نمایشنامهٔ هوسون پیش‌تر به نمایش موفق برادوی با عنوان سه فرشتهٔ من توسط ساموئل و بلا اسپواک اقتباس شده بود، اما فیلم مدعی است که بر پایهٔ نسخهٔ اصلی هوسون ساخته شده، نه اقتباس اسپواک‌ها. چهار ماه پس از انتشار فیلم، اسپواک‌ها از پارامونت شکایت کردند. همان‌طور که «H.H.T.» در نقد فیلم کرتیز در روزنامهٔ نیویورک تایمز نوشت: «نکتهٔ عجیب این‌جاست که کمدی جدید پارامونت، ما فرشته نیستیم، تنها از نسخهٔ فرانسوی نام می‌برد، اما تقریباً صحنه به صحنه از نمایش اسپواک‌ها پیروی می‌کند، بی‌آن‌که متأسفانه بیشتر شوخ‌طبعی آن را همراه داشته باشد.»
مری گرنت طراحی لباس‌های فیلم را برعهده داشت.

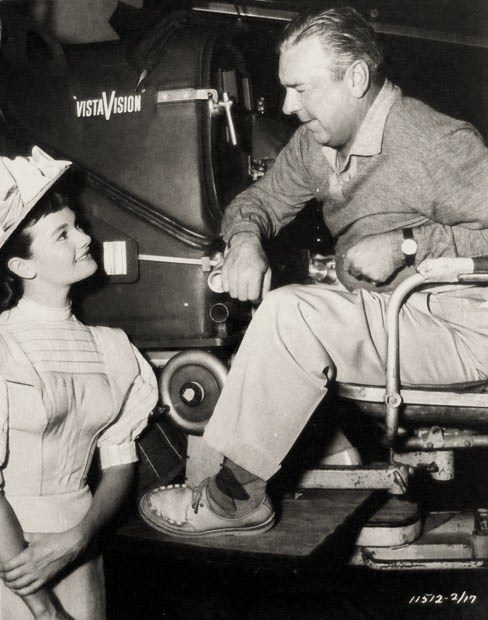
گلوریا تالبوت با فیلم‌بردار لویال گریگز.

داستان فیلم در شب و روز کریسمس سال ۱۸۹۵ جریان دارد.
سه محکوم که از زندانی واقع در یک جزیره فرار کرده‌اند، مجبور می‌شوند مدتی را در نقش کارگر ساده، پیش یک خانواده بگذرانند، تا مقدمات فرارشان از جزیره فراهم گردد

## شرح داستان
سه زندانی – جوزف، آلبرت و ژول – اندکی پیش از کریسمس از زندانی در جزیرهٔ شیطان در گویان فرانسه می‌گریزند و به شهر استعماری فرانسوی کایِن می‌رسند. جوزف یک دزد است و آن دو نفر دیگر قاتل هستند.
آن‌ها به مغازه‌ای می‌روند که توسط فلیکس دوکوتل اداره می‌شود. این فروشگاه در شرایط مالی بسیار بدی قرار دارد، زیرا تنها مغازه‌ای است که کالا را به‌صورت نسیه ارائه می‌دهد. در همان‌جا متوجه می‌شوند که سقف مغازه نشتی دارد و پیشنهاد می‌دهند آن را رایگان تعمیر کنند. آن‌ها در کار فروش در مغازه نیز مشارکت می‌کنند و استعداد خوبی در این زمینه نشان می‌دهند؛ مثلاً مجموعه برس‌هایی را به مردی طاس می‌فروشند و پس از مدتی، اولین درآمد نقدی مغازه در مدت‌ها را به دست می‌آورند. سپس پیشنهاد می‌دهند که شام کریسمس را برای خانواده تهیه کنند که شامی موفق و رضایت‌بخش می‌شود.
آن‌ها در ابتدا قصد ماندن ندارند، اما تصمیم می‌گیرند تا شب‌هنگام بمانند، لباس و لوازمی بدزدند و با کشتی‌ای که در بندر انتظارشان را می‌کشد، فرار کنند. در این فاصله درمی‌یابند که خانوادهٔ کوچک فلیکس، آملی و دخترشان ایزابل، در بحران مالی هستند و پیشنهاد می‌دهند که برای حفظ نقشهٔ شوم خود، به آن‌ها کمک کنند. جوزف حتی شروع به فریبکاری در حساب‌ها و ثبت‌های فروشگاه می‌کند تا وضعیت آن را بهتر نشان دهد. بااین‌حال، این سه جنایتکار پس از تهیهٔ شام لذیذ کریسمس – که بیشتر مواد اولیه‌اش دزدی است – کم‌کم در دل خود دگرگونی احساس می‌کنند.
تنش‌ها زمانی بالا می‌گیرد که آندره تروشارد، مالک مغازه، به‌همراه برادرزاده‌اش پل و چمدان‌هایی از پوست کروکودیل از پاریس می‌رسد. تروشاردها تصمیم دارند مغازه را به‌دست بگیرند، چرا که آن را به‌دلیل فروش نسیه، زیان‌ده می‌دانند. ایزابل قرار بوده با پل ازدواج کند، اما متوجه می‌شود که پل با زن دیگری نامزد است و این خبر او را دلسرد می‌کند. پیش از آن‌که اقدامی صورت گیرد، آندره توسط مار سمی خانگی آلبرت به نام آدولف گزیده می‌شود و می‌میرد. آدولف ناپدید می‌شود و سه زندانی به جستجوی او می‌پردازند. سرانجام آدولف پیدا می‌شود: پل در حالی‌که در جیب آندره دنبال چیزی می‌گشت، توسط مار که در آن‌جا پنهان شده بود، کشته می‌شود.
ایزابل عشق تازه‌ای می‌یابد و خانواده شاد می‌شود، در حالی‌که زندانیان برای فرار عقب‌افتاده‌شان آماده می‌شوند. با این‌حال، در حالی‌که در اسکله منتظر رسیدن کشتی هستند، سه نفر دوباره فکر می‌کنند. آن‌ها به این نتیجه می‌رسند که دنیای بیرون شاید بدتر از زندان باشد و تصمیم می‌گیرند خود را تسلیم کنند. در پایان فیلم، هنگامی‌که به‌سوی کشتی می‌روند، هاله‌هایی بر بالای سرشان پدیدار می‌شود... و سپس هاله‌ای بر بالای قفس آدولف.

## بازیگران
- هامفری بوگارت در نقش جوزف
- آلدو ری در نقش آلبرت
- پیتر اوستینوف در نقش جولز
- جون بنت در نقش Amelie Ducotel
- بازیل رتبون در نقش Andre Trochard
- لئو جی. کارول در نقش Felix Ducotel
- گلوریا تالبوت در نقش Isabelle Ducotel
- جان بائر در نقش Paul Trochard
- Lea Penman در نقش Madame Parole, مشتری
- جان اسمیت (هنرپیشه) در نقش Doctor Arnaud
- توربن مایر (در نقش Butterfly Man) و پل نیولان (در نقش Port Captain).